# Swajnie
Swajnie (deutsch Schwengen) ist ein Ort in der polnischen Woiwodschaft Ermland-Masuren. Er gehört zur Gmina Lidzbark Warmiński (Landgemeinde Heilsberg) im Powiat Lidzbarski (Kreis Heilsberg).

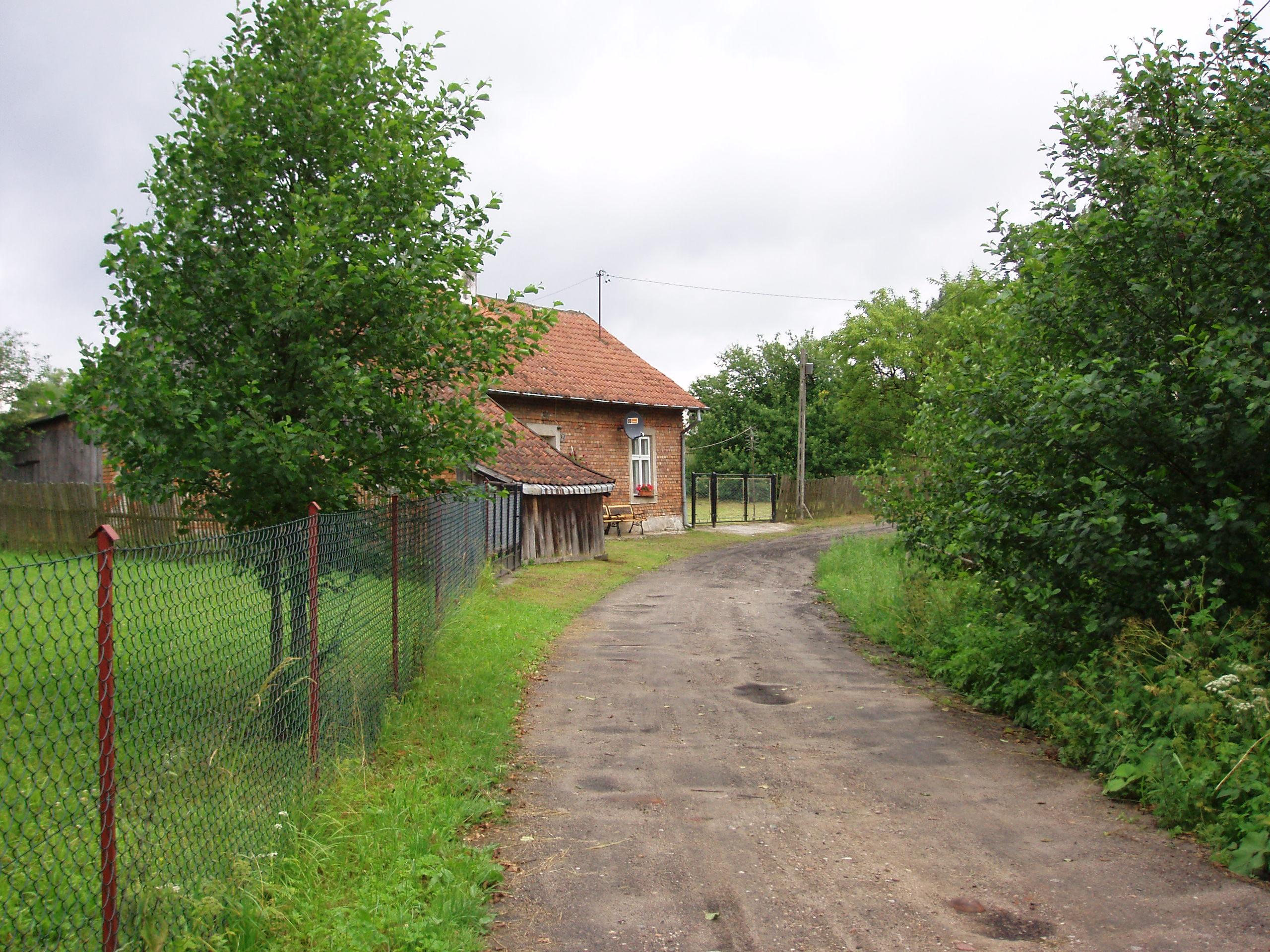
Landweg von Międzylesie nach Swajnie

## Geographische Lage
Swajnie liegt im nördlichen Westen der Woiwodschaft Ermland-Masuren, 13 Kilometer südwestlich der Kreisstadt Lidzbark Warmiński (Heilsberg).

## Geschichte

### Ortsgeschichte
Der kleine Gutsort Schwengen kam 1874 als eigenständiger Gutsbezirk zum neu errichteten Amtsbezirk Stolzhagen (polnisch Kochanówka) im ostpreußischen Kreis Heilsberg im Regierungsbezirk Königsberg. Im Jahre 1910 zählte Schwengen 46 Einwohner.
Am 30. September 1928 verlor Schwengen seine Eigenständigkeit: der Gutsbezirk wurde in die benachbarte Landgemeinde Stolzhagen eingegliedert.
Als 1945 in Kriegsfolge das gesamte südliche Ostpreußen an Polen fiel, erhielt Schwengen die polnische Namensform „Swajnie“. Das Dorf ist heute eine Osada (= „Siedlung“) im Verbund der Gmina Lidzbark Warmiński (Landgemeinde Heilsberg) im Powiat Lidzbarski (Kreis Heilsberg), von 1975 bis 1998 der Woiwodschaft Olsztyn, seither der Woiwodschaft Ermland-Masuren zugehörig.

### FFH-Schutzgebiet
Die Name „Swajnie“ heute für ein Fauna-Flora-Habitat (FFH) Schutzgebiet. Es hat einen Umfang von 1.186,5 Hektar.

## Religion
Swajnie ist heute wie bereits Schwengen vor 1945 in die römisch-katholische Pfarrei Kochanówka (Stolzhagen) im jetzigen Erzbistum Ermland eingegliedert.
Außerdem gehörte Schwengen vor 1945 zur damaligen evangelischen Kirche Guttstadt (polnisch Dobre Miasto) in der Kirchenprovinz Ostpreußen der Kirche der Altpreußischen Union, ist heute aber der Diözese Masuren der Evangelisch-Augsburgischen Kirche in Polen zugeordnet.

## Verkehr
Swajnie liegt nördlich der Woiwodschaftsstraße 593 und ist über den Abzweig Międzylesie (Schönwiese) auf einem Landweg direkt zu erreichen. Auch von Kochanówka (Stolzhagen) besteht eine Verbindungsstraße nach Swajnie.
Eine Bahnanbindung existiert nicht.